# Мицилл, Якоб
Якоб Мицилл (лат. Jacob Micyllus, настоящая фамилия Мольцер, нем. Moltzer, сам в письме 1526 года называет себя Мольсхейм, нем. Molsheim; 6 апреля 1503, Страсбург, — 28 января 1558, Гейдельберг) — немецкий гуманист, новолатинский поэт, филолог-классик.

## Биография
Учился в родном Страсбурге, с 1518 г. в Эрфуртском университете, в частности у Гелия Эобана Гесса. В Эрфурте взял себе псевдоним «Мицилл», по имени персонажа диалога Лукиана «Петух», которого играл с большим воодушевлением. В Эрфурте подружился с Иоахимом Камерарием, с которым оставался связан всю жизнь. В 1522 г. они оба уехали в Виттенберг, где тогда разворачивалось деятельность Лютера и преподавал Меланхтон. По рекомендации Меланхтона и Хаммана фон Хольцхаузена Мицилл в 1524 г., в возрасте 21 года, стал руководить «Юнкершуле», новым частным учебным заведением во Франкфурте. В последующие годы связанной с Реформацией напряженной религиозной борьбы Мицилл занимал сторону лютеран, хотя город официально оставался католическим. В 1532 г. написал поэму против Цвингли и вынужден был покинуть Франкфурт. Потом преподавал греческий в Гейдельберге, но также вынужден был покинуть кафедру. В 1536 г. Франкфурт присоединился к лютеранской Шмалькальдской лиге; в 1537 г. Мицилл вернулся туда и снова возглавил «Юнкершуле», ставшую государственным учреждением и занявшую здание бывшего францисканского монастыря. В 1547 г. вернулся в Гейдельбергский университет, где в 1556 г. стал ректором. Начал реформу университета, одобренную курфюрстом Оттоном-Генрихом и Меланхтоном, но вскоре умер после непродолжительной болезни.

## Творчество
Писал латинские стихи, иногда и греческие. Издавал Гомера, Еврипида, Овидия, Лукана, editio princeps «Мифов» Гигина. Переводил Лукиана на латынь, «Германию» Тацита на немецкий. Памятен своей педагогической деятельностью и реформами учебных заведений во Франкфурте и Гейдельберге.

## Семья
Мицилл был женат на дочери городского головы Зелигенштадта, городка около Франкфурта, которая умерла 15 августа 1548 года, оставив ему двух сыновей: один был портным в Гейдельберге, другой, Юлий Мицилл (примерно 1530—1600), получил юридическое образование, занимал важные должности, в 1564 г. издал латинские стихи отца.